# Oahu-mohó
Az Oahu-mohó (Moho apicalis) a madarak (Aves) osztályának verébalakúak (Passeriformes) rendjébe és a mohófélék (Mohoidae) családjába tartozó kihalt faj.

## Rendszerezés
Régebben a mézevőfélék (Meliphagiade) családjába sorolták.

## Elterjedése
A faj kizárólag a Hawaii-szigetek közé tartozó Oahu hegyi jellegű erdeiben fordult elő.

## Megjelenése
Testhossza 30 centiméter, szárnyfesztávolsága 22 centiméter volt. A hím nagyobbra nőtt meg, mint a tojó.
Tollazat túlnyomórészt fekete volt. Faroktollai barnák voltak és a két középsőt kivéve mindegyiknek a vége fehér volt.

## Kihalása
A faj már felfedezésének idejében is ritkának számított. A madarat John Gould írta le 1860-ban. 1837-ben Ferdinand Deppe német természettudós három egyedet gyűjtött be a fajból a Hawaii főváros Honolulu mögötti hegyekből. Ezek voltak az utolsó észlelései a madárnak. Több kutatóexpedíciót is indítottak a madár megtalálására 1880 és 1890 között, de egyik kutatócsoport sem talált többé élő egyedet.
Összesen hét preparált egyede ismert, melyeket Berlin, New York, London és a Massachusetts állambeli Cambridge természettudományos múzeumaiban őriznek.
Kihalásának okai között feltehetőleg a szigetekre betelepített idegen madárfajoktól elkapott fertőző betegséget, az erdőirtás, a behurcolt patkányok általi tojás és fiókarablás és az elvadult szarvasmarhák és kecskék általi vegetációpusztítás és a hosszú és szép faroktollai miatt vadászat is szerepel.

## Fordítás
Ez a szócikk részben vagy egészben  a   Krausschwanzmoho című német Wikipédia-szócikk fordításán alapul.  Az eredeti cikk szerkesztőit annak laptörténete sorolja fel. Ez a jelzés csupán a megfogalmazás eredetét és a szerzői jogokat jelzi, nem szolgál a cikkben szereplő információk forrásmegjelöléseként.